# 青森県道38号五所川原黒石線
青森県道38号五所川原黒石線（あおもりけんどう38ごう ごしょがわらくろいしせん）は青森県五所川原市から黒石市に至る県道（主要地方道）である。

## 概要
五所川原市大字七ツ館で国道101号から分岐し、北津軽郡鶴田町、同郡板柳町、南津軽郡藤崎町、同郡田舎館村を経由し、黒石市大字山形町で青森県道13号大鰐浪岡線に接続する。
南津軽郡藤崎町大字榊で国道7号と交差する。
毎年7月末から8月初頭の期間には“黒石ねぷた”開催のため、黒石市内の一部区間で通行止めなどの規制がしかれる。

### 路線データ
- 起点：五所川原市[1]（国道101号交点）
- 終点：黒石市[1]（青森県道13号大鰐浪岡線交点）

## 歴史
- 1993年（平成5年）5月11日 - 建設省により県道七ツ館板柳線の一部・県道横萢大俵板柳線の一部・県道大俵北常盤停車場線・県道徳下北常盤停車場線・県道増館堂野前線の一部・県道黒石藤崎線の一部・県道黒石停車場線の一部・県道弘前田舎館黒石線の一部が主要地方道五所川原黒石線に指定される[2]。
- 1994年（平成6年）3月25日 - 1993年に主要地方道五所川原黒石線に指定された区間が、県道五所川原黒石線に認定される[1]。
- 1997年（平成9年）5月 - 柏木堰バイパスが開通[3]。
- 2024年（令和6年）10月8日 - 梅田工区の一部区間（五所川原市大字梅田、606 m）が開通する[4][5]。

## 路線状況

### 重複区間
- 青森県道137号七ツ館板柳線（五所川原市大字七ツ館・起点 - 北津軽郡鶴田町横萢）
- 青森県道285号浪岡藤崎線（南津軽郡藤崎町榊・地内）
- 青森県道268号弘前田舎館黒石線（黒石市市ノ町 - 黒石市大字山形町・終点）

## 地理

### 通過する自治体
- 五所川原市
- 北津軽郡
  - 鶴田町
  - 板柳町
- 南津軽郡
  - 藤崎町
  - 田舎館村
- 黒石市

### 交差する道路
- 国道101号（五所川原市大字七ツ館、起点）
- 青森県道160号羽野木沢梅田線（五所川原市梅田）
- 青森県道137号七ツ館板柳線・青森県道150号持子沢鶴田線（北津軽郡鶴田町横萢）
- 青森県道35号五所川原岩木線（北津軽郡板柳町大俵）
- 青森県道276号大俵板柳停車場線（北津軽郡板柳町大俵）
- 青森県道196号五林平藤崎線（南津軽郡藤崎町俵舛）
- 国道7号常盤バイパス（南津軽郡藤崎町榊）
- 青森県道285号浪岡藤崎線 （南津軽郡藤崎町榊）
- 青森県道285号浪岡藤崎線 （南津軽郡藤崎町榊）
- 青森県道136号常盤新山線（南津軽郡藤崎町常盤）
- 青森県道147号増館堂野前線（南津軽郡藤崎町徳下）
- 青森県道148号畑中竹鼻線（南津軽郡田舎館村東光寺）
- 青森県道110号黒石藤崎線（南津軽郡田舎館村堂野前）
- 青森県道270号黒石停車場線（黒石市上町）
- 青森県道268号弘前田舎館黒石線（黒石市市ノ町）
- 青森県道13号大鰐浪岡線・青森県道268号弘前田舎館黒石線（黒石市大字山形町、終点）

### 沿線の施設など
- 五所川原市立三輪小学校
- 五所川原市役所 梅田支所
- JAごしょつがる 梅田支店
- 鶴田町立梅沢小学校（2020年4月閉校）
- 青い森信用金庫 鶴田支店梅沢出張所（閉店）
- 板柳町立小阿弥小学校
- 小阿弥郵便局
- 高増温泉
- 枡俵郵便局
- ときわ会病院
- 藤崎町立明徳中学校
- JR奥羽本線 北常盤駅
- ときわ温泉
- 弘南鉄道弘南線 境松駅
- 青森県立黒石高等学校
- 黒石税務署
- 黒石文化会館
- 黒石市役所
- ヤマダ電機黒石店 (旧いとく 黒石店)
- 黒石タクシー